# A Paz é Possível em Timor-Leste

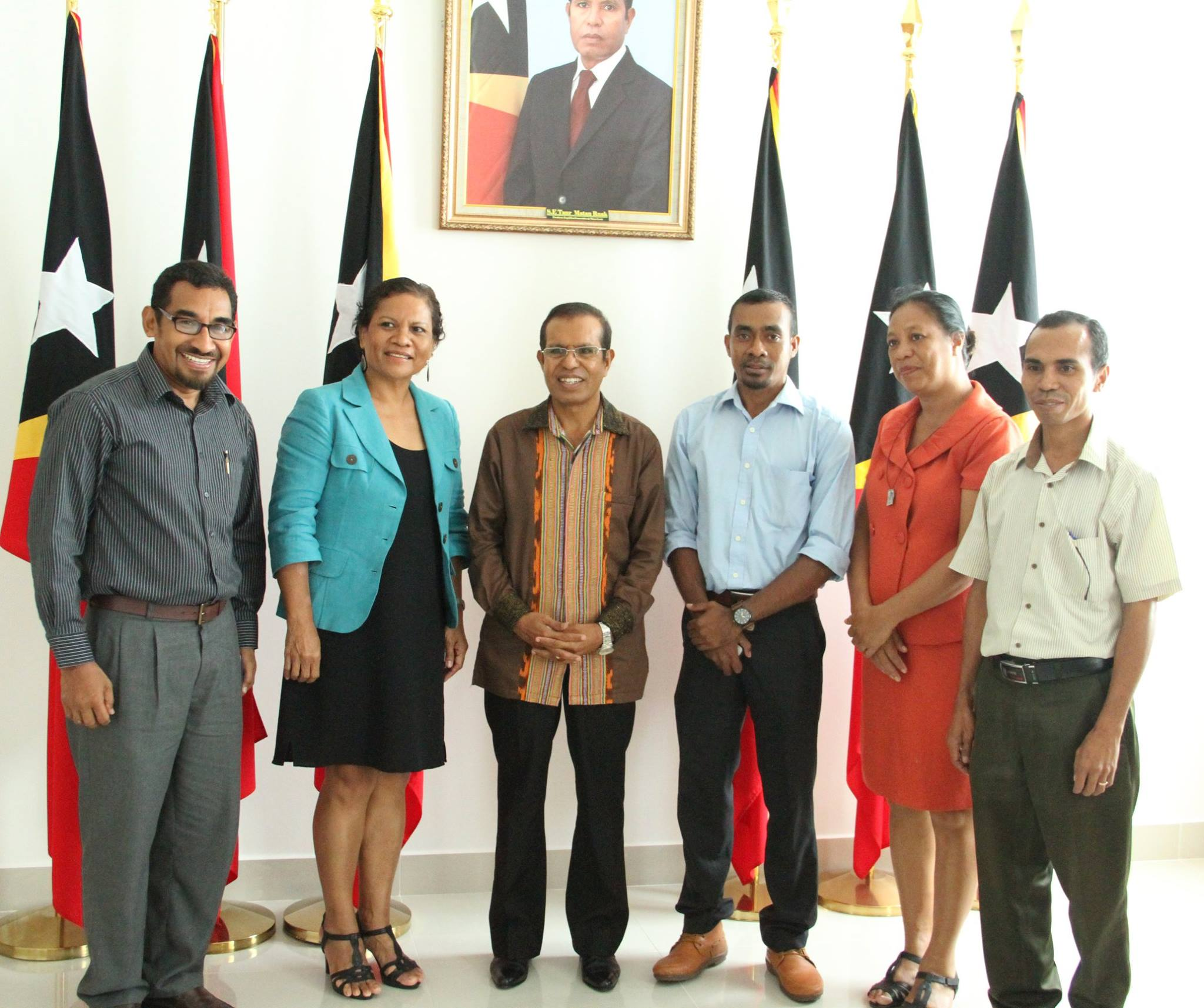
APPTL-Vorsitzender Lauriano Fernandes mit weiteren Mitgliedern bei Präsident Taur Matan Ruak (2016)

A Paz é Possível em Timor-Leste APPTL (deutsch Frieden ist möglich in Osttimor) ist eine portugiesische Nichtregierungsorganisation mit Sitz in Lissabon. Sie wurde 1982 mit dem Ziel gegründet, Informationen und Aufrufe der katholischen Kirche in Osttimor, während der indonesischen Besetzung (1975–1999) zu verbreiten. Die Mitglieder der APPTL sind Christen unterschiedlicher Konfessionen, die zuvor bereits unterschiedliche lokale Gruppen in Portugal und im Ausland gegründet hatten, um sich für Osttimor einzusetzen.
Regelmäßig veröffentlicht die Gruppe unter dem Titel „Em Timor Leste a Paz é Possível“ einen Bulletin in Portugiesisch und Französisch. eine englische Version wurde vom Catholic Institute for International Relations veröffentlicht. Die APPTL war Teil des weltweiten Netzwerkes International Federation for East Timor (IFET).
Auch nach der Unabhängigkeit Osttimors 2002 blieb die Organisation bestehen.
2015 wurde die Organisation vom Präsidenten des inzwischen unabhängigen Osttimor Taur Matan Ruak mit der Medaille des Ordem de Timor-Leste ausgezeichnet.